# Aedes terrens
Aedes terrens är en tvåvingeart som först beskrevs av Walker 1856.  Aedes terrens ingår i släktet Aedes och familjen stickmyggor. Inga underarter finns listade i Catalogue of Life.